# د. إف. إم. ستراوس
د. إف. إم. ستراوس (بالإنجليزية: D. F. M. Strauss)‏ هو فيلسوف جنوب أفريقي، ولد في 1946.